# Sherborne St John
Sherborne St John è un villaggio e parrocchia civile dell'Inghilterra, appartenente alla contea dell'Hampshire.